# Tom Levorstad
Tom Levorstad (* 5. Juli 1957) ist ein ehemaliger norwegischer Skispringer.

## Werdegang
Levorstad, der für Kråkstad IL startete, gehörte 1979 zum norwegischen A-Nationalkader für den neu geschaffenen Skisprung-Weltcup und bestritt bereits das erste Springen des Wettbewerbs am 30. November 1979 in Oberstdorf. Er landete dabei beim Springen auf der Großschanze auf dem 57. Platz. Auch in den folgenden drei Springen der Vierschanzentournee 1979/80 in Garmisch-Partenkirchen, Innsbruck und Bischofshofen konnte er keine nennenswerten Ergebnisse erzielen. Erst im ersten Weltcup nach der Tournee in Thunder Bay konnte er mit einem 12. und einem 5. Platz erstmals auf vordere Plätze springen. Den 5. Platz wiederholte er im ersten Springen im französischen Saint-Nizier, bevor er im dortigen zweiten Springen erstmals mit einem 3. Platz aufs Podium sprang. Dies war zudem sein einziges Podium in einem Weltcup-Springen. Im Anschluss daran konnte er jedoch mehrmals Platzierungen in den Top 10 erreichen. Bei der Internationalen Skiflugwoche in Harrachov gelang Levorstad am 28. März 1980 mit 175 m seine persönliche Bestweite. Bei der Skiflug-Weltmeisterschaft 1981 in Oberstdorf gewann Levorstad die Bronzemedaille hinter Jari Puikkonen aus Finnland und Armin Kogler aus Österreich. Nach der Weltmeisterschaft schwankten seine Leistungen stark. Mehrmals schied er bereits nach dem ersten Durchgang aus, konnte aber auch noch einige Male in die Top 10 springen. Bei der Norwegischen Meisterschaft 1981 in Eidsvoll gewann er auf der Großschanze hinter Roger Ruud die Silbermedaille. Trotz einiger guter Top-20-Platzierungen im Weltcup beendete Levorstad nach dem letzten Springen der Weltcup-Saison 1981/82 am 7. März 1982 in Lahti seine aktive Skispringerkarriere.

## Erfolge

### Weltcup-Platzierungen
| Saison  | Platz | Punkte |
| ------- | ----- | ------ |
| 1979/80 | 12    | 83     |
| 1980/81 | 21    | 41     |
| 1981/82 | 59    | 03     |